# 性典
性典（せいてん）は、性について書かれた書物。

## 概要
性典は性についての様々なことが書かれており、性のハウツー本的な側面もある。古代インドの『カーマ・スートラ』や『房中術』が代表的な性典とされており、日本においては江戸時代にも書かれた。その内の一つに『和合淫質録』がある。
性典は宗教教理に則って書かれることもある。例えば、『匂える園』は、クルアーン雌牛章223節の「女子は汝の畑なり、行きてよく耕すべし」という章句に基づいている。

## メディアミックス
性典ものは映画作品として製作・上映されることもある。

## 性典とされる書物
- 造化機論 - 明治時代の浜松藩の医師、千葉繁が訳した[8]。